# BORO
BORO ("Ontología de referencia de objetos de negocio", o en inglés "Business Objects Reference Ontology) es un enfoque para desarrollar modelos ontológicos o semánticos para grandes aplicaciones complejas que consta de una ontología superior, así como un proceso para construir la ontología. Originalmente se desarrolló como un método para extraer ontologías de múltiples sistemas heredados, como la primera etapa en una transformación arquitectónica o modernización de software . También se ha utilizado para permitir la interoperabilidad semántica entre sistemas heredados. Se describe en detalle en (Partridge 1996, 2005). Es el método de análisis utilizado en el desarrollo y mantenimiento del Meta Modelo (DM2) del Marco de Arquitectura del Departamento de Defensa de EE. UU. (DoDAF), donde un grupo de trabajo de modelado de datos de más de 350 miembros pudo resolver sistemáticamente un amplio espectro de problemas de representación del conocimiento. 